# Central Park
A Central Park (magyarul am. központi park) egy 3,41 km² (4 km×800 m) területű nyilvános park Manhattan szívében, New York városában. A Central Park az 50. utcáktól, a város kereskedelmi negyedétől egészen a 110. utcákig, vagyis a Harlemig húzódik. A parkba sétálni, kocogni, görkorcsolyázni járnak a helyiek és a turisták. A Central Park 150 éves is elmúlt. Mivel rengeteg filmben és tévésorozatban látható, a világ egyik leghíresebb parkja.
A parkot Frederick Law Olmsted és Calvert Vaux tervezték. Bár nagy része természetesnek tűnik, valójában gondos tervezés eredménye, több mesterséges tó, sétány, két korcsolyapálya, egy vadaspark és több, sportolásra használható füves terület és játszótér található itt. A vándormadarak gyakran megtelepednek a parkban, ezért a madárbarátok is szeretnek itt tartózkodni. A kocogók, biciklisták és görkorcsolyázók körében népszerű a parkot körülvevő 10 km hosszú út, különösen hétvégenként és este 7 után, amikor az autóforgalom be van tiltva.
A park 2017 óta a világörökség javaslati listáján szerepel.

## Története

### A park születése

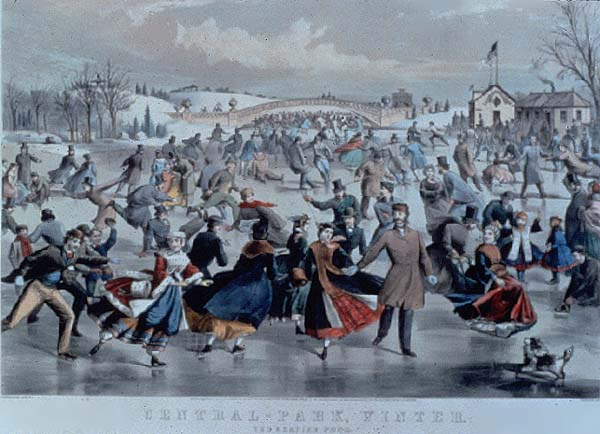
A Central Park télen: a korcsolyapálya, 1862

Manhattan szigetén 1820 és 1850 között rendkívül megugrott a népesség, beépítették a szigetet lakóházakkal, felhőkarcolókkal, gyárakkal, raktárakkal és kikötőépületekkel. A lakóknak szükségük volt már egy tiszta levegőjű zöld területre; ennek először William Cullen Bryant költő, az Evening Post szerkesztője és Andrew Jackson Downing, az első amerikai parktervező adott hangot 1844-ben. Emiatt vásárolta meg New York állam 1853 nyarán ezt a területet Manhattan középnyugati részén több mint 5 millió dollárért és alakított ki rajta parkot ligetekkel, sétányokkal, tavakkal, sziklákkal és állatkerttel. A parkot 1858-ban nyitották meg a látogatók számára. Az 1960-as években a hippik közkedvelt találkozóhelye volt.
A park nem volt része az 1811-es városrendezési tervnek.

### A kezdeti évek
Az állam felállította a Central Park Bizottságot, hogy felügyelje a park fejlődését. 1857-ben a bizottság parktervezési pályázatot írt ki. Frederick Law Olmsted író és Calvert Vaux angol építész terve, a Greensward Plan lett a győztes. Olmsted szerint a park „nagy jelentőségű, mint az első igazi park ebben az országban – a demokratikus fejlődés egyik legnagyobb fontosságú eleme”. Olmstedre nagy hatással voltak az 1850-ben Európában tett látogatása során meglátogatott parkok, különösen a Birkenhead Park az angliai Liverpool mellett, ami 1847-ben nyílt meg és a világ első közpénzből kialakított parkja volt.
A tervben sok más hatás is érezhető volt, például az idilli, természetes hangulatú temetőké, mint a Mount Auburn (Cambridge, Massachusetts) és a  Green-Wood temető (Brooklyn, New York). A legjelentősebb újítást az jelentette, hogy külön utakat alakítottak ki a gyalogosok, a lovaglók és a sétakocsik számára. A belváros zajos forgatagát sikeresen elrejtették a sétányok mélyebbre építésével és a sűrűn ültetett sövénnyel. Mind a 36 hidat Vaux tervezte, több különböző stílusban: némelyik palából és gránitból készült, némelyik neogót stílusú kovácsoltvas, de nincs két egyforma köztük. A szilfákkal övezett sétányok a Bethesda-terasznál futnak össze, egy fákkal körülvett, kövezett területen, melynek közepén tó és szökőkút áll.
Mielőtt a park kialakítása megkezdődhetett volna, a területről ki kellett költöztetni lakóit, akik főként szegény német és ír bevándorlók és felszabadított feketék voltak. Legtöbbjük kis településeken élt (Seneca Village, Harsenville, Piggery District vagy a Kegyelmes Nővérek zárdájánál). A terület kisajátításakor (1857) kb. 1600 embert költöztettek ki, Seneca Village-et és a többi település nagy részeit lerombolták.
1860 körülre nyilvánvalóvá vált, hogy Olmsted, bár nagyszerű tervező, a pénzzel nem tud bánni. Az építkezés nagy késedelemmel folyt. Olmsted nem volt hajlandó lemondani, de a bizottság kénytelen volt másvalakit megbízni a terv megvalósításával. Andrew Haswell Green, aki azelőtt New York City oktatási bizottságának az elnöke volt, vette át az irányítást, és annak ellenére, hogy nem sok tapasztalattal rendelkezett, sikerült felgyorsítania a lelassult építkezést és befejezni a tárgyalásokat egy további terület megvételéről a 106. és 110. utca között.
A parkot 1860 és 1873 között fejezték be. Ebben az időszakban 500.000 köbláb (14 ezer köbméter) talajt szállítottak ide New Jerseyből, mert az eredeti talaj nem lett volna elég jó ahhoz, hogy megtelepedhessen az a rengeteg fa, bokor és egyéb növény, ami a tervben szerepelt. Mire az építkezés 1873-ban befejeződött, több mint 10 millió szekérnyi anyagot szállítottak el a parkból és a parkba – ebben benne volt a talaj és kövek, amiket kiástak, hogy elszállítsanak a parkból, valamint a több mint 4 millió fa, bokor és egyéb növény kb. 1500 fajból, amik a park növényvilágának alapját szolgáltatták.

### A 20. század
A park nem sokkal befejezése után hanyatlásnak indult. Ennek egyik okozója New York hírhedten korrupt vezetése volt.
A századforduló környékén a park új kihívásokkal nézett szembe. Feltalálták az autókat, nőtt a légszennyezettség. Az emberek hozzáállása is megváltozott; a parkokat már nemcsak sétára és piknikre használták, hanem sportra és hasonló szórakozásra is. Miután azonban a Central Park Bizottság feloszlott (1870), Andrew Green nem vett többé részt a projektben, Vaux pedig meghalt (1895), egyre kevesebb gondot fordítottak a park fenntartására, nem sokat törődtek a kiszáradt fák, bokrok, a kikopott gyep pótlásával. A hatóságok pár évtizedig keveset törődtek a vandalizmus és szemetelés megfékezésével.
Mindez 1934-ben változott meg, amikor Fiorello LaGuardia lett New York első polgármestere. Ő egyesítette a parkkal kapcsolatos öt fenntartó céget, és Robert Mosest bízta meg a park rendbetételével. Moses, aki akkor már közel állt ahhoz, hogy New York egyik legbefolyásosabb embere legyen, nekilátott, hogy rendbehozza a parkot, ami akkor egy letűnt kor maradványának tűnt.

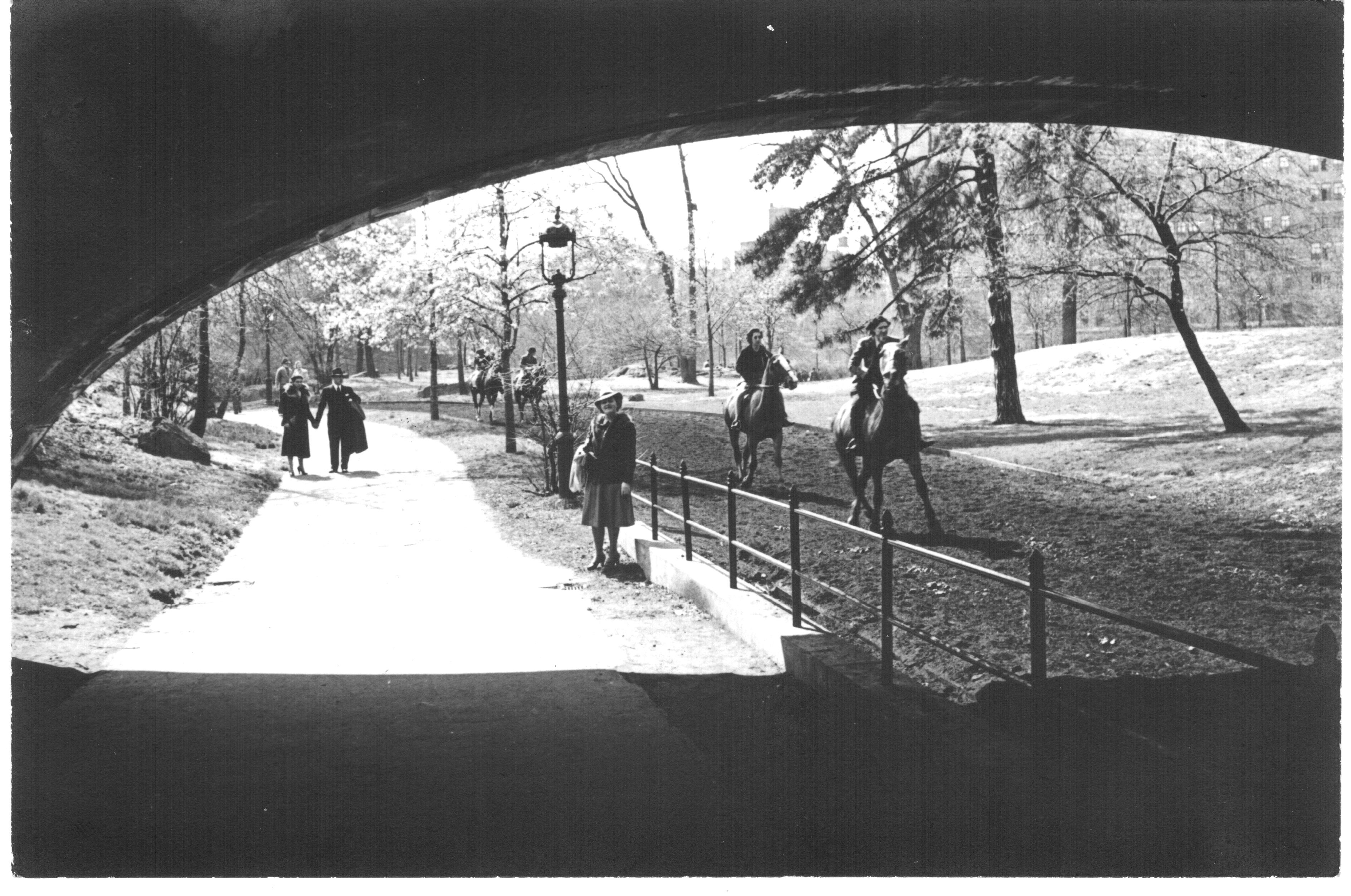
A Central Park 1940 májusában

Moses egyetlen év alatt nemcsak a Central Parkot, hanem New York több más parkját is rendbetette: a gyepet és virágokat újraültette, a kiszáradt fák és bokrok helyébe újakat ültetett, a falakat homokfúvással lecsiszoltatta, a hidakat kijavíttatta. Nagyobb átalakítások is lezajlottak: a Croton víztározót feltöltötték, hogy létrejöhessen a Nagy Gyep, és a Greensward-terv célját, az idilli táj létrehozásának szándékát kombinálták Moses tervével egy pihenés, szórakozás céljára szolgáló parkról. 19 játszótér, 12 labdapálya, kézilabdapályák épültek, és Mosesnek sikerült pénzügyi támogatást szereznie a New Deal programból és közadakozásból is.

### 1960–1980
Mikor Robert Moses 1960-ban leköszönt tisztéről, senki nem volt képes a nyomába lépni. Parkfelügyelőként töltött 26 éve alatt nemcsak New York City parkjait tartotta rendben, hanem több új vállalkozásba is kezdett. Távozása után a park újra hanyatlásnak indult, vandalizmus, szemetelés és graffiti tett benne károkat. A '60-as években itt tartott számos rendezvény – szilveszteri bulik, nyári szabadtéri koncertek, béke- és más tüntetések és hasonlók – hatására a park egyre inkább úgy nézett ki, ahogy Moses tevékenysége előtt. A parkban elkövetett bűncselekmények száma nőtt, a pénzügyi támogatás csökkent, és úgy tűnt, egyre inkább elveszett az irányítás a park fölött.
A negatívumok ellenére ez a húsz év nemcsak rosszat hozott. 1962-ben először rendezték meg amfiteátrumában az azóta évenként megrendezésre kerülő Shakespeare a parkban rendezvényt, a Nagy Gyepen pedig megkezdődött a New York-i Filharmonikusok és a Metropolitan Opera azóta szintén évente megrendezett közös nyári koncertje.
1975-re több csoport is egyesült erővel próbált új megoldásokat találni a park rendbehozására és a színvonal fenntartására. Hogy befolyásuk lehessen az eseményekre, az akkori polgármester, Ed Koch és a park felügyelője, Gordon Davis segítségét kérték. Az ő vezetésük alatt 1980-ban megalakult a Central Park Megőrzőbizottság Bill Beinecke elnökletével és Betsy Barlow Rogers ügyintézésével.

### 1980-tól napjainkig
A  Central Park Megőrzőbizottság alapítói nem olyan szervezetet akartak létrehozni, amely hivatalosan alkalmaz embereket a park gondozására, mert ez magas költségekkel járt volna. Ehelyett úgy döntöttek, önkénteseket vesznek fel. Ezzel az is volt a céljuk, hogy jobban felhívják New York népének figyelmét a parkra és hogy azt az érzést keltsék, hogy a park fontos és jellemző részét képezi a városnak.
A Bizottság együttműködött a park gondozóságával, és átvállalt minden felelősséget a park helyreállításáért és megőrzéséért. 1981-ben kiadtak egy dokumentumot „A Central Park újjáépítése az 1980-as évekre és az azt követő időszakra” címmel. Ez a park további fejlesztésének tervét foglalta magába, és leírta a szükséges helyreállítási folyamatokat. A park fennmaradásának három kulcstényezője a terv szerint:
1. Az épített örökséget helyre kell állítani – nemcsak a tájat, hanem a hidakat, épületeket és más építményeket, amelyeken nyomot hagyott a húszévnyi elhanyagoltság.
2. Újra kell telepíteni a gyepet.
3. Növelni kell a közbiztonságot, főként éjszaka.

Az évek során rengeteg építményt helyreállítottak, és sok időt fordítottak arra, hogy a park visszakapja régi fényét. 2004-ben az önkéntesek összesen több mint 32 000 órát töltöttek munkával a parkban, és helyreállították többek közt a 120 000 m²-es Heckscher-játszóteret, ami épületekből, mezőkből és tisztásokból áll.

## Látnivalók

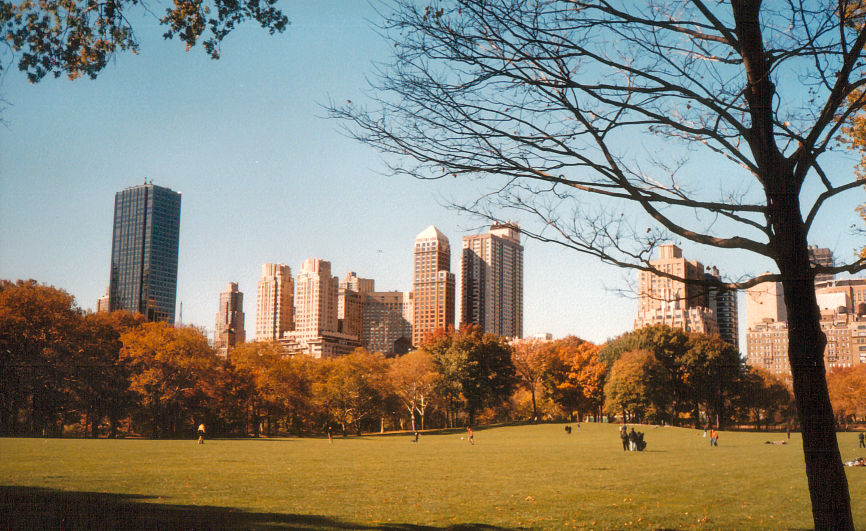
A Central Park 2001 novemberében

Konflisállomás működik itt. A Park keleti határát képező Fifth Avenue-n, azaz Ötödik sugárúton a tehetős emberek élnek. Ugyanezen az oldalon, a 70-es utcák magasságában található a világhírű Metropolitan Múzeum és több utcával feljebb a Guggenheim Múzeum. A Park túlsó oldalán kialakított útvonalon a Central Park West található (magyarul a Központi Park Nyugati Oldala), és többek között a Dakota-ház, amely előtt lakóját, John Lennont meggyilkolták.
A Sheep Meadow a legcsendesebb rét: tavát kedvelik a romantikus párok, a csónakázók. A labdajátékok szerelmesei a Great Lawn részt látogatják, a kocogók a Reservoir (víztároló) körül futnak, madarak barátai pedig a Ramble körzet törzsvendégei.
Nyaranta ingyenes koncertek és Shakespeare-előadások szórakoztatják az odalátogatókat a Lincoln Center szervezésében. Télen korcsolyázni lehet a Wollman-pályán és a Lasker-pályán.

## Élővilág
838 állatfaj lakja, köztük 78-féle lepke, 46 madárfaj és 9 féle szitakötő. A legismertebbek a fák ágain ugráló, az utakon, ösvényeken átszaladó mókusok.

## Szobrok

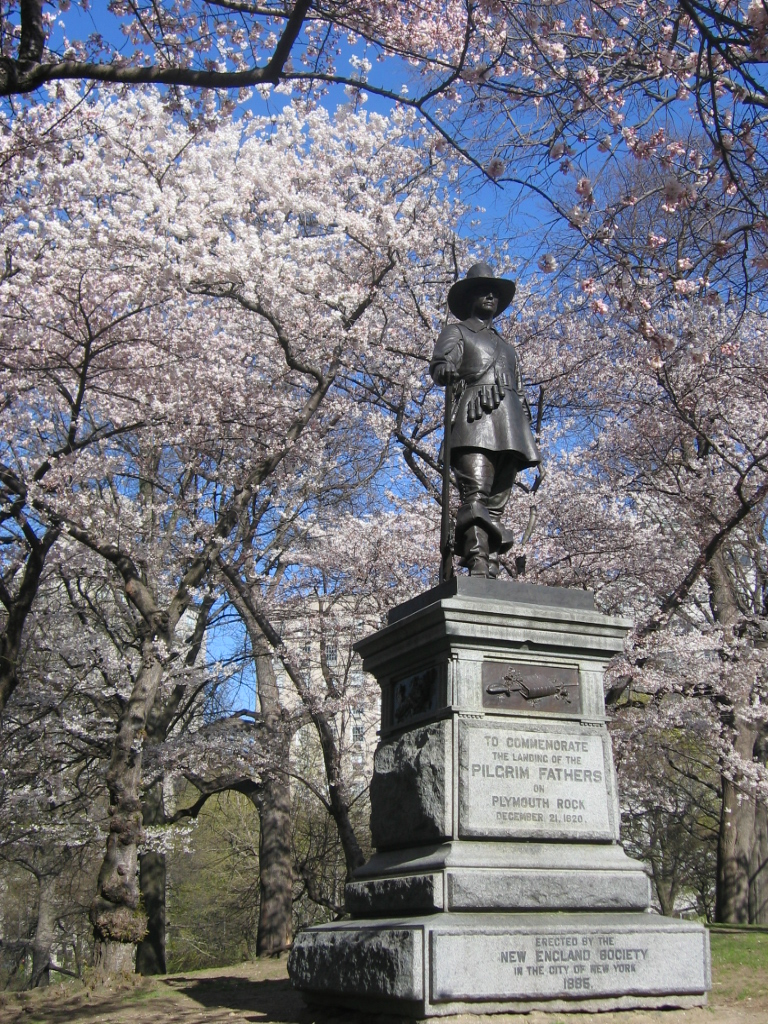
Egy szobor a parkban

Bár Olmstednek nem tetszett az ötlet, hogy szobrokat is elhelyezzenek a parkban, az évek során 29 szobrot állítottak fel, legtöbbjüket magánszemélyek vagy szervezetek adományozták. Az első szobrok írókat és költőket ábrázoltak, és a később Irodalmi Sétány néven ismert sétaösvény mellett állították fel őket. Készített szobrokat többek között Augustus Saint-Gaudens és John Quincy Adams Ward is. A Bethesda terasz Vizek angyala című szobrát Emma Stebbins alkotta 1873-ban; ez volt az első olyan szobor Amerikában, amelyre egy női művész kapott megbízást. 1926-ban állították fel Balto, az előző évi alaszkai szérumfutáskor híressé vált szánhúzó kutya szobrát, ami a turisták körében az egyik legkedveltebb szobor, feje fénylik, mert rengetegen megsimogatják. A legidősebb szobor a „Kleopátra tűje”, ami valójában III. Thotmesz fáraó egyik obeliszkje, és az egyiptomi kedive ajándékozta New York városának. A víztározó és csónakázótó mellett az Alíz Csodaországban című meséből ismert Alíz szobra látható, amely a gombán ülő kislányt a macskájával együtt ábrázolja. Az Ötödik sugárút és a 110. utca közelében áll Duke Ellington emlékműve, mely Robert Graham alkotása, és 1997-ben avatták fel.
1872-ben avatták fel John Quincy Adams Ward szobrászművész William Shakespeare-ről mintázott szobrát.

## Bűnözés
Bár a Central Parkot gyakran a nyugalom oázisának tekintik a „sosem alvó város”-ban, valaha köztudottan veszélyes volt, főként éjszaka. Bár biztonságos, voltak olyan időszakok amikor nem számított annak és ehhez több, széles körben közismertté vált bűncselekmény is hozzájárult, például a Central Park-i kocogó esete 1989-ben, mikor a 28 éves Trisha Meilit megerőszakolták és majdnem agyonverték.
Ahogy azonban a bűnözés a Central Parkban és egész New York Cityben csökkent, a park rossz hírneve jórészt aktualitását vesztette. A New York-i Rendőrkapitányság felosztásában a Central Park külön körzetnek számít; a parkban történő legtöbb bűnesetet nem idegenek sérelmére követik el, hanem ismerősök egymás ellen.
A Central Park körzetnek polgárőrsége is van New York-i önkéntesekből. Ők a rendőrökhöz igen hasonló egyenruhát viselnek, és éjszaka, valamint hétvégeken járőröznek a parkban.
A Central Park több mint 25 millió éves látogatóval és kevesebb, mint 100 bűnesettel 2005, amit a 80-as évek beli évi 1000-ről értek el, a világ egyik legbiztonságosabb parkja.

## Programok
A Szabadtéri Színházban 1962 óta minden nyáron ingyenes előadásokat tartanak, gyakran jól ismert színházi és filmszínészek részvételével. Leggyakrabban William Shakespeare műveit adják elő.
A New York-i Filharmonikusok szabadtéri hangversenyt adnak a Nagy Gyepen minden nyáron, a Metropolitan Opera pedig két operát ad elő. A parkban több könnyűzenei koncertet is adtak, például King Crimson (1974), Elton John (1980), Simon and Garfunkel (1981), Diana Ross (1983), Paul Simon (1991), a Dave Matthews Band (2003), Jon Bon Jovi (2008) .

### Hivatalos oldalak
- Central Park Conservancy
- Central Park Állatkert

### Fényképek, térképek és egyéb
- A Central Park télen (fotógaléria)
- Central Park képek – nagy felbontású képek galériája
- Graphicalic
- Central Park Poszterek, légifelvétel
- NYCfoto.com - Central Park Archiválva 2006. november 17-i dátummal a Wayback Machine-ben
- Central Park fotógaléria

| Nyugatra: Central Park West | New York City földrajza Central Park | Keletre: Ötödik sugárút |